# Костёл Воздвижения Святого Креста (Узда, 1798)
Костёл Воздвижения Святого Креста — бывший католический костёл в г. Узда Минской области. Он расположен на Красной площади, в южной части города.

## История
Он был построен в 1798 году из дерева генералом Казимиром Завишем, владельцем города.
В школе при церкви учился белорусский поэт Томаш Зан, близкий друг Адама Мицкевича. В костёле был крещен дед Янки Купалы Ануфрий Луцевич, а затем, в 1843 году, его отец Доминик Луцевич .
В 1930-е годы церковь отдали под клуб, с конца 1950-х здание использовалось как районный дом культуры.
В начале 2000 года за храмом был построен новый костёл Воздвижения Святого Креста .
В 2019 году здание было продано с аукциона местному жителю за 27 000 белорусских рублей. В течение следующих двух лет новый владелец должен провести реконструкцию костёла с сохранением внешнего облика и историко-стилистических особенностей здания  .

## Архитектура
Двухэтажный памятник архитектуры классицизма. В начале XX века была пристроена кирпичная апсида в неоготическом стиле . Храм обнесен кирпичной оградой с воротами.

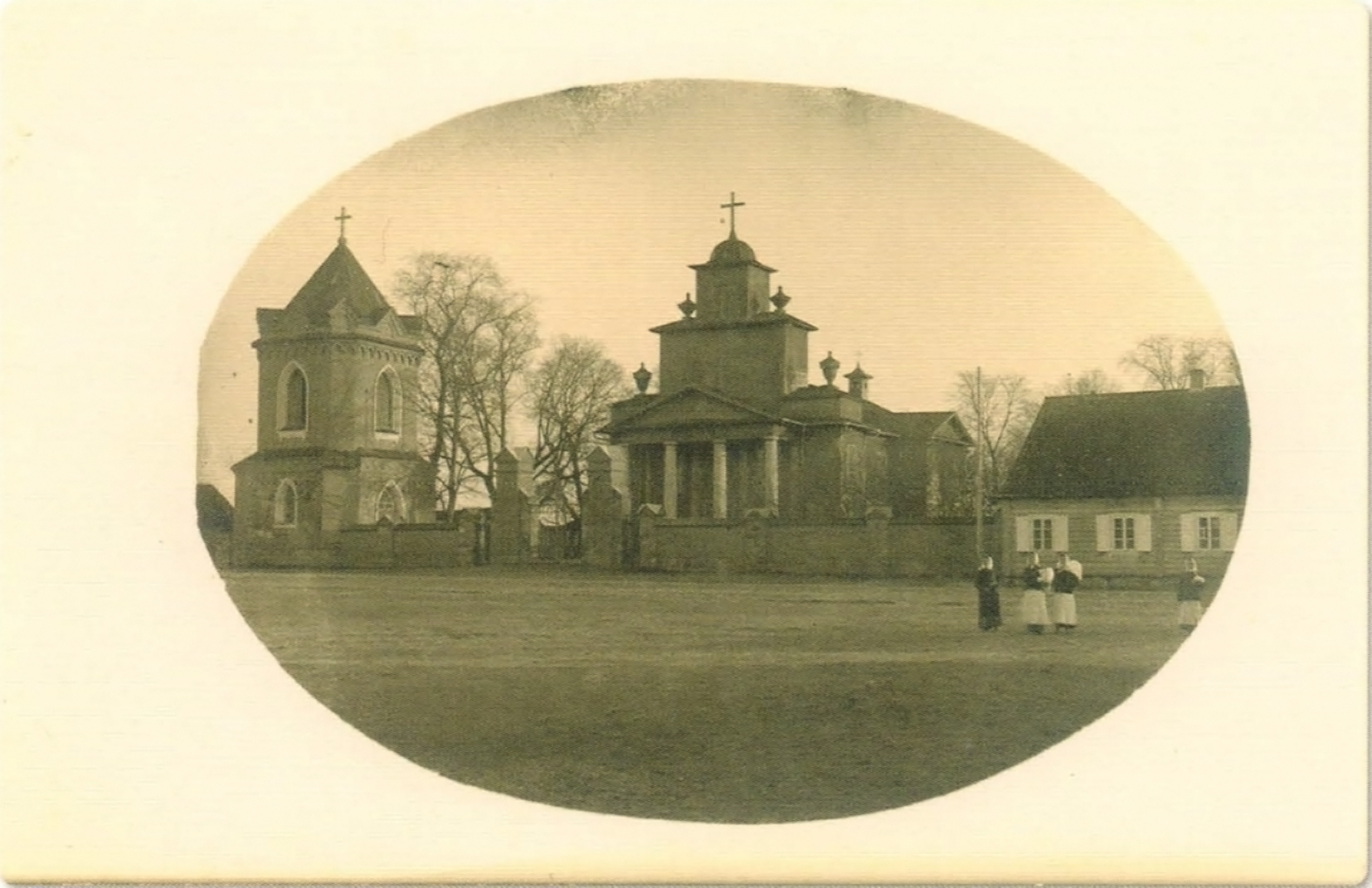
Костёл в 1918 году
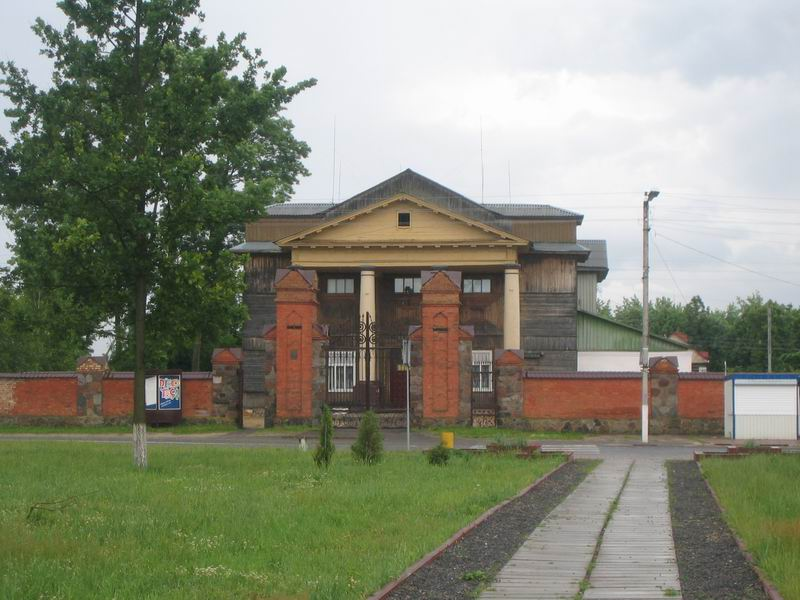
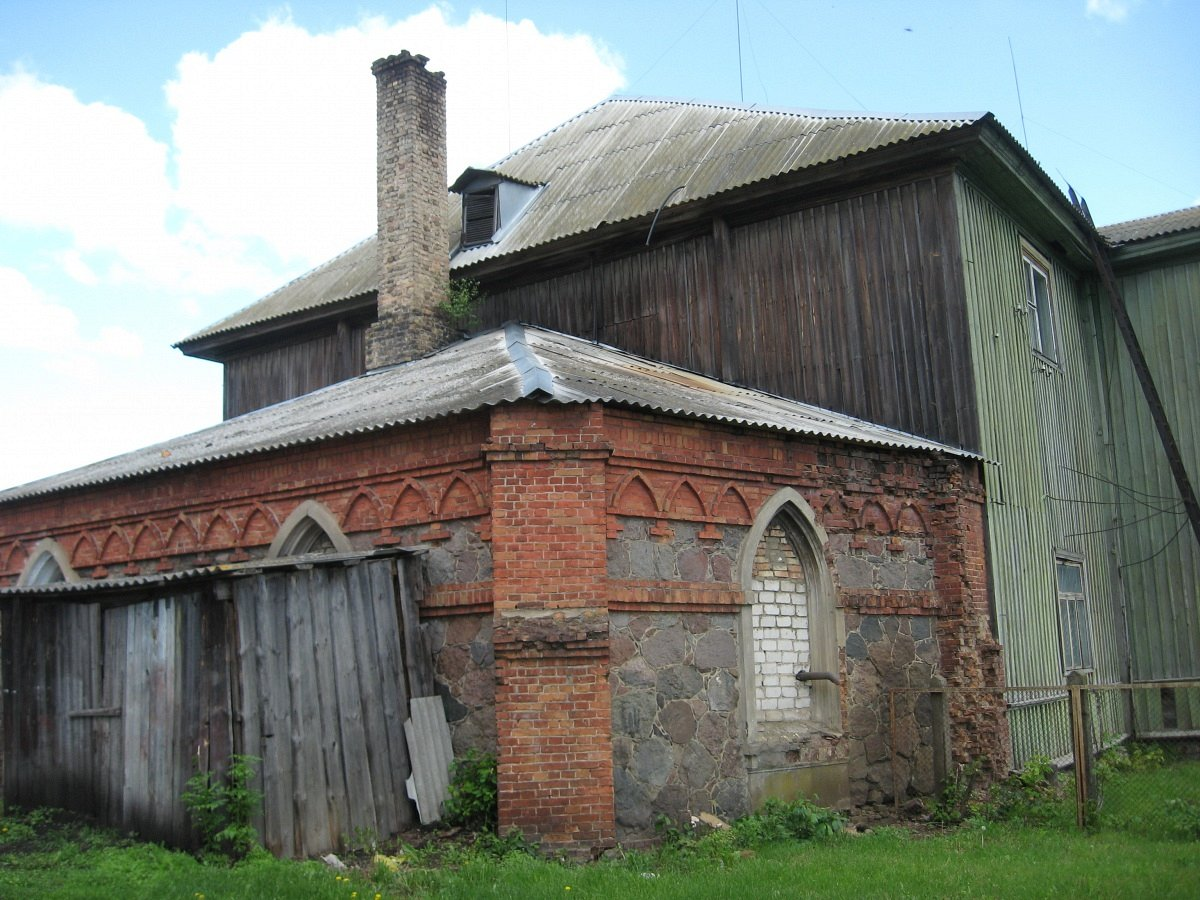
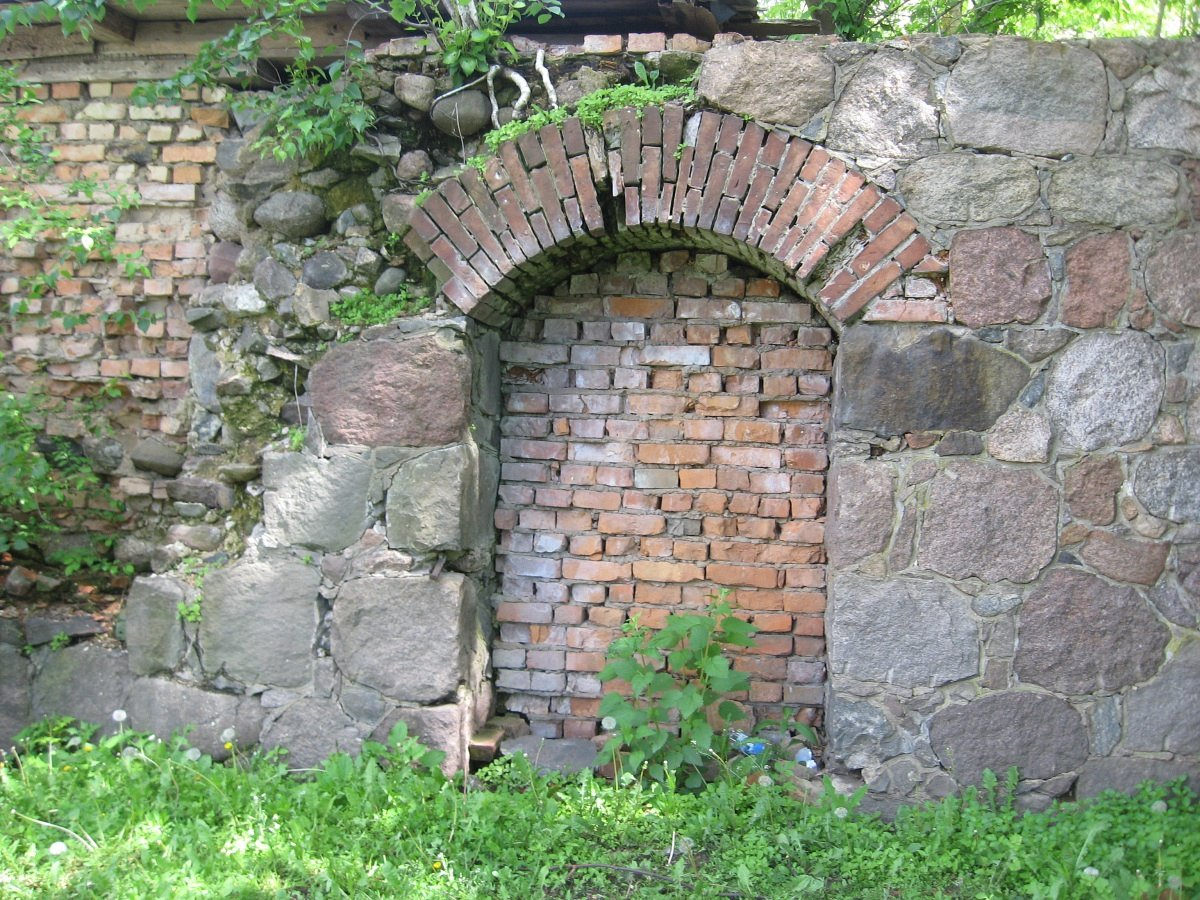
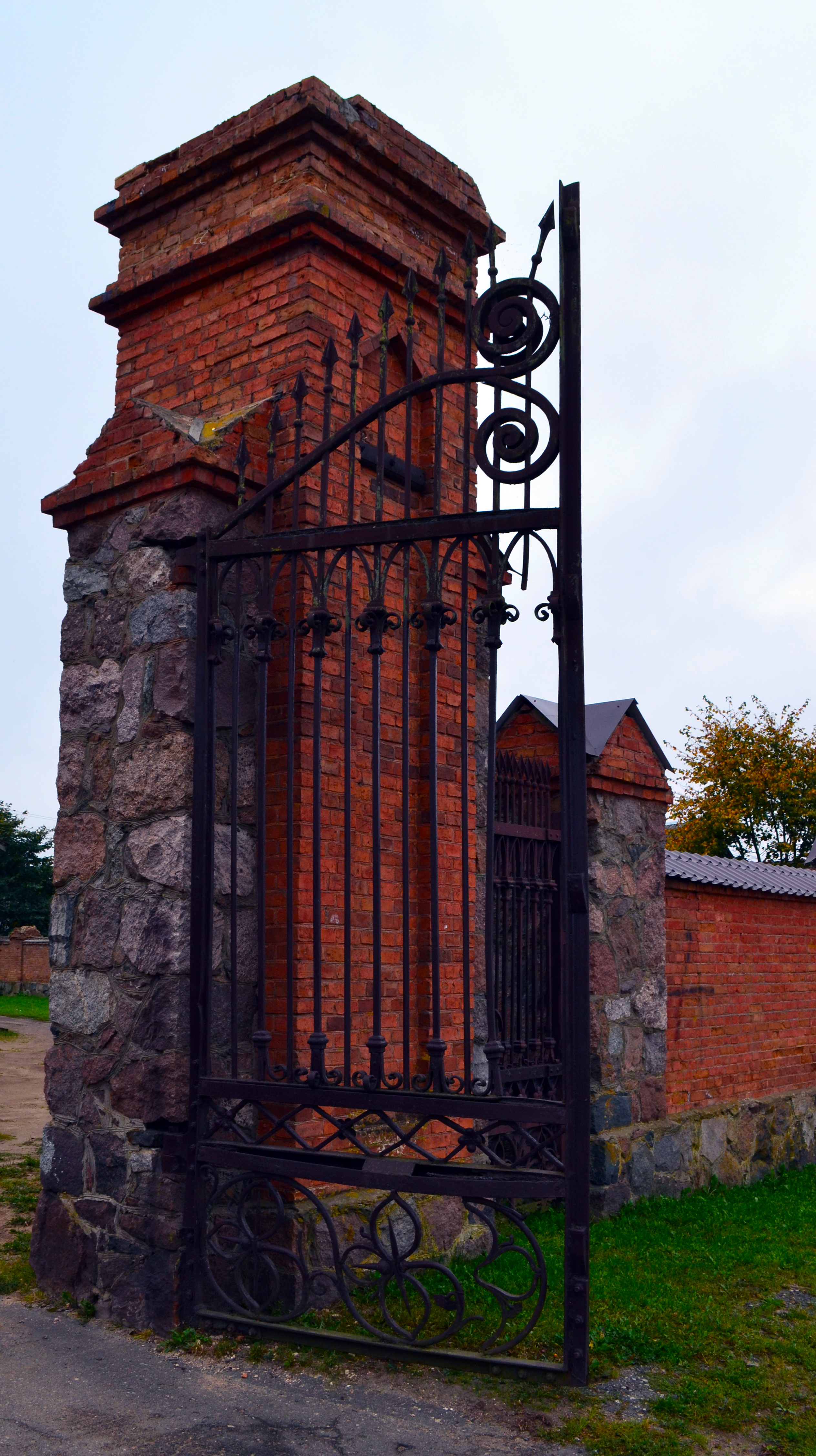